# Zweite Schlacht bei Höchstädt
Carpi – Chiari – Cremona – Kaiserswerth – Lüttich – Landau (I) – Luzzara   – Santa Marta – Cádiz – Venlo – Friedlingen – Vigo – Schmidmühlen – Bonn – Krottensee – Ekeren – Höchstädt – Landau (II) – Speyerbach – Schellenberg – Gibraltar – Höchstädt – Vélez-Málaga – Landau (III) – Marbella – Cassano – Barcelona – Sendlinger Mordweihnacht – Aidenbach – Calcinato – Ramillies – Turin – Castiglione – Santa Cruz de Tenerife – Almansa – Kap Béveziers – Toulon – Lizard Point – Lille – Oudenaarde – Gent – Malplaquet – Mons – Almenar – Saragossa – Syrakus – Villaviciosa – Rio de Janeiro – Denain – Landau (IV) – Barcelona – Freiburg
Die Zweite Schlacht bei Höchstädt (engl. Battle of Blenheim) war die erste bedeutende Kampfhandlung im Spanischen Erbfolgekrieg. Ein alliiertes Heer aus Kaiserlichen und Reichsarmee unter Prinz Eugen von Savoyen sowie englischen Truppen unter John Churchill, 1. Duke of Marlborough besiegte am 13. August 1704 eine vereinte französisch-bayerische Streitmacht unter dem Marschall Tallard und Kurfürst Maximilian II. Emanuel so entscheidend, dass deren drohender Marsch auf Wien verhindert und Frankreich in die Defensive gezwungen wurde.

## Vorgeschichte
Im Jahr 1700 starb mit König Karl II. von Spanien der letzte Habsburger auf dem dortigen Thron. Testamentarisch hatte Karl den Enkel König Ludwigs XIV. von Frankreich, Philipp von Anjou, zum Erben sämtlicher spanischer Besitzungen in Europa und Übersee erklärt. Ludwig rief daraufhin Philipp zum spanischen König aus und bestätigte zugleich dessen Anspruch auf die französische Thronfolge. Das widersprach den Teilungsverträgen, die Europas Mächte 1698 und 1699 über das anstehende spanische Erbe geschlossen hatten, und es drohte eine enorme Machtverschiebung zugunsten Frankreichs. Auf Initiative Wilhelms von Oranien, der zugleich Statthalter der Niederlande und König von England war, verbündeten sich die Gegner Ludwigs XIV. in der Großen Haager Allianz. Dazu gehörten neben England, den Niederlanden und der Habsburgermonarchie auch verschiedene Stände des Römisch-deutschen Reichs. In der Hoffnung auf die Königswürde und Gebietserweiterungen schlug sich Maximilian II. Emanuel jedoch auf Frankreichs Seite und mit ihm sein Bruder Kurfürst Joseph Clemens von Köln.
1702 besetzten bayerische Truppen die Reichsstadt Ulm, ferner die Städte Memmingen, Lauingen, Dillingen an der Donau, Neuburg an der Donau und Regensburg. Daher wurde am 30. September 1702 der Reichskrieg gegen Bayern, Kurköln und Frankreich erklärt. Ein Jahr später kam es am 20. September 1703 an der Donau zur Ersten Schlacht bei Höchstädt. Französische und bayerische Truppen unter Marschall Villars und Maximilian II. Emanuel besiegten die kaiserlichen Truppen unter dem Befehl von Generalfeldmarschall Hermann Otto II. von Limburg-Styrum. Nur der Widerstand preußischer Einheiten unter Leopold I. von Anhalt-Dessau verhinderte die völlige Auflösung der österreichischen und Reichsverbände. Unter Missachtung der zuvor von Augsburg erklärten Neutralität drangen kaiserliche Truppen in die Reichsstadt ein. Bayern und Franzosen rückten nach und beschossen Augsburg. Die Kanonade dauerte vom 7. bis zum 15. Dezember. Am Tag darauf zogen sich die Kaiserlichen zurück, und Frankreichs Marschall Ferdinand de Marsin quartierte sich mit 11.500 Mann in Augsburg ein. Sie verließen die Stadt Ende Juni 1704 und marschierten nach Donauwörth. Im selben Jahr erlangten die beiden fähigsten Feldherren Englands und Österreichs, John Churchill, Herzog von Marlborough und Prinz Eugen von Savoyen, den Oberbefehl über ihre jeweiligen Armeen.

## Auftakt
Am 18. Mai erreichten die anglo-niederländischen Truppen Bedburg 30 km nordöstlich von Köln. Von hier aus brach Marlborough einen Tag später in Richtung Koblenz auf. Am 29. Mai erreichte Marlborough Koblenz, wo seine Truppen auf das rechte Rheinufer übergingen und sich ihnen am folgenden Tag 5.000 Hannoveraner und Preußen anschlossen. Die Aufmerksamkeit der Franzosen richtete sich nun auf die Festung Philippsburg, wo gerade Pontonbrücken über den Rhein gebaut wurden. Indem er nach Süden zu diesen Brücken marschierte, drohte Marlborough, seine Armee über den Rhein zurückzubringen, um einen Feldzug im Elsass zu starten. Nachrichten zwischen den französischen Befehlshabern und König Ludwig XIV. wurden übermittelt. Bis ein Meinungsaustausch über die Absichten Marlboroughs abgeschlossen war und Pläne für einen Gegenangriff entwickelt wurden, hatte Marlborough zwangsläufig eine neue Marschroute mit unbekanntem Ziel eingeschlagen, und der Prozess musste von neuem beginnen. Am 3. Juni überquerte Marlborough den Main und legte eine dreitägige Ruhepause ein. Die Franzosen glaubten nun, dass ihre Festung Landau, die nur 50 km entfernt war, das Ziel sein könnte. Am 7. Juni wurde der Marsch mit der Überquerung des Neckar fortgesetzt und so den Franzosen Marlboroughs wahre Absichten offenbart.

### Strategie
Der Erfolg von Marlboroughs Marsch an die Donau hatte die Initiative zurück in die Hände der Alliierten gebracht. Die Franzosen sahen sich plötzlich genötigt, ihre Entscheidungen von denen Marlboroughs abhängig zu machen. Tallard hatte bei seinem Treffen mit Maximilian II. Emanuel und Marsin in Hüftingen beschlossen, ab dem 5. Juni am Rhein entlang zu marschieren, um Freiburg, Philippsburg oder Mainz zu bedrohen. Gleichzeitig wollte Maximilian II. Emanuel auf das linke Donauufer wechseln und Nördlingen beziehungsweise Nürnberg einnehmen. Den ersten Nachrichten, die auf einen Marsch Marlboroughs nach Deutschland hindeuteten, schenkte Tallard keinen Glauben. Er hielt die Verlegung Villeroys an die Mosel für ausreichend, um die englischen und niederländischen Truppen an die Maas oder Mosel zurückzudrängen. Am 25. Mai veranlasste jedoch die Nachricht, Marlborough nähere sich Koblenz, dass Tallard jede weitere Bewegung unterließ, bis Marlboroughs Absichten klar wurden. Von einem energischen Vorgehen gegen die Niederlande, um Marlborough zum Rückzug an die Maas zu bewegen, wie es Tallard vorschwebte, sah man in Versailles ab.

Tallard und Villeroy, welche die Absicht Marlboroughs nun erkannten, trafen sich am 13. Juni in Landau, wo sie ein gemeinsames Vorgehen besprachen. Aufgrund der starren französischen Befehlsstruktur musste jede Abweichung vom ursprünglichen Plan von Versailles genehmigt werden, sodass die Genehmigung von Ludwig XIV. beide erst am 27. Juni erreichte. Während Tallard Marsin und Maximilian II. Emanuel mit 35.000 Mann entsetzen sollte, erhielt Villeroy den Befehl, Prinz Eugen an der Bühl-Stollhofener Linie zu binden oder ihm zu folgen, falls er an die Donau ziehen würde. Am 10. Juni trafen sich Marlborough, Prinz Eugen und Graf Wratislaw in Mundelsheim, bevor sich ihnen am 13. Juni in Großheppach Markgraf Ludwig Wilhelm von Baden anschloss. Zusammen verfügten sie über eine Truppenstärke von etwa 110.000 Mann. Die Befehlshaber entschieden, ihre Armee zu teilen. Prinz Eugen sollte mit 28.000 Mann zu den Linien bei Stollhofen am Rhein zurückkehren. Von dort sollte er Villeroy und Tallard beobachten und sie daran hindern, die französisch-bayerische Armee an der Donau zu unterstützen.

Gleichzeitig würden Marlborough und Markgraf Ludwig Wilhelm mit insgesamt 80.000 Mann an die Donau marschieren, um Maximilian II. Emanuel und Marsin aufzuspüren und den Erfolg der Kampagne zu gewährleisten. Am 22. Juni trafen die Truppen von Marlborough bei Ulm auf die Reichsarmee unter Markgraf Ludwig Wilhelm von Baden. In Erwartung eines Angriffes beorderten Maximilian II. Emanuel und Marsin 13.000 Mann unter Johann Baptist von Arco nach Donauwörth am Nordufer der Donau. Dort kam es am 2. Juli zur Schlacht, die Marlborough für sich entscheiden konnte. Die Bayern und Franzosen sahen sich daraufhin gezwungen, mit ihren verbliebenen Heereseinheiten nach Augsburg zurückzuziehen. Tallards Vorstoß stellte Prinz Eugen vor ein Problem. Wollte er eine mögliche Niederlage Marlboroughs vermeiden, musste er Tallard stellen oder Marlborough zur Hilfe kommen. Dies führte jedoch dazu, dass Villeroy nach Süden vorrücken konnte und sich mit Maximilian II. Emanuel sowie Marsins Truppen vereinte. Prinz Eugen entschloss sich schließlich, 12.000 Mann bei Stollhofen zurücklassen und sich mit dem Rest seiner Armee Marlborough anzuschließen. Eugen traf mit etwa 18.000 Mann am 6. August im Raum Höchstädt ein. Unterdessen hatten sich Tallard und Maximilian II. Emanuel mit ihren Truppen am 5. August in Augsburg vereinigt.

Nach seiner Ankunft traf Eugen am 6. August in Schrobenhausen mit Marlborough und Ludwig Wilhelm von Baden zusammen, um das weitere Vorgehen zu besprechen. Ludwig Wilhelm schlug vor, mit eigenen Truppen Ingolstadt zu belagern. Erfreut, Ludwig loszuwerden, stimmte Marlborough dieser Operation bereitwillig zu. Trotz des Verlustes von fast 16.000 Mann war Marlborough der Meinung, dass sich der Preis gelohnt hatte, denn er hatte keine Hoffnung auf Erfolg, solange der starrköpfige Ludwig Wilhelm vor Ort war. Nach der Bündelung ihrer Kräfte fühlten sich Tallard, Marsin und Maximilian II. Emanuel sicher, ihre Gegner einzeln angreifen zu können, während die beiden Flügel der alliierten Armee getrennt waren. Marlborough befand sich bei Rain südlich der Donau und Prinz Eugen etwa 32 km entfernt bei Höchstädt am Nordufer. Wenn einer von beiden getrennt durch die Donau gestellt werden könnte, sollte die französisch-bayerische Armee mit ihrer zahlenmäßigen Überlegenheit in der Lage sein, sie zu vernichten und damit den gesamten Feldzug zu beenden. Eugen – mit der kleineren Streitmacht – schien am verwundbarsten, da Marlborough nicht eher zu ihm kommen konnte, bis er sicher war, dass ihre Gegner das Nordufer der Donau überschritten hatten. Würde er dies zu früh tun, riskierte er, dass der Markgraf von Baden in Ingolstadt Opfer eines französischen und bayerischen Angriffs würde.
Auf französischer Seite schien es, dass Tallard lieber abgewartet hätte, um seine Vorräte aufzufüllen und Marlboroughs Donaufeldzug im Winter erlahmen zu lassen.
Die Region war dem Marschall nicht vertraut, und es bestanden Zweifel an der Stärke der alliierten Armee. Daher schien es klug zu sein, abzuwarten, bis weitere Verstärkungen und Nachschub vom Rhein herbeigeschafft werden konnten. Marsin, der neu ernannte Marschall von Frankreich, war jedoch zu ehrgeizig, um diese Gelegenheit, sich einen Namen zu machen, verstreichen zu lassen. Maximilian II. Emanuel war ebenfalls bestrebt, den Feldzug zu beschleunigen, da seine Ländereien von den alliierten Armeen besetzt waren. Schließlich beschlossen die französischen und bayerischen Befehlshaber, Eugen anzugreifen. Während Wilhelm Ludwig Marlborough am 9. August in Richtung Ingolstadt verlassen hatte, überquerte die französisch-bayerische Armee auf Pontonbrücken bei Dillingen die Donau. Am 10. August schrieb Prinz Eugen an Marlborough: Der Feind sei in vollem Anmarsche gegen Dillingen begriffen.

### Aufstellung
Marlborough erhielt zusammen mit Eugens Brief von seinen Spähern die Information, dass die französisch-bayerische Armee tatsächlich die Donau überschritten hatte. Marlborough zog seine Truppen sofort auf Donauwörth zusammen, ein Teil überquerte die Donau bei Marxheim, der Rest nahm den direkten Weg von Rain über den Lech. Im Laufe des 11. August hatte sich Marlborough schließlich mit Eugen vereinigt. Die beiden Armeen kampierten nun an der Kessel, mit der rechten Seite bei Kessel-Ostheim und der Linken bei Münster. Noch am selben Abend ging im Lager des Kurfürsten das Gerücht um, der Markgraf von Baden sei nach Ingolstadt abkommandiert worden. Wenn sich dies bewahrheitete, waren die französisch-bayerischen Truppen in der Überzahl. Den französischen und bayerischen Befehlshabern schien es, dass Marlborough den Verlauf des Feldzugs falsch eingeschätzt hatte. Er hatte sie nicht daran gehindert, ihre eigenen Armeen zu vereinen und zugelassen, dass Ludwig Wilhelm von Baden zu einer offensichtlich zweitrangigen Operation aufbrach. Im Laufe des 11. August rückte die 56.000 Mann starke französisch-bayerische Armee von den Flussübergängen bei Dillingen über das sumpfige Gelände entlang des Pulver- und Brunnenbachs bei Höchstädt vor und bezog hinter dem Nebelbach Stellung. Marschall Tallard befehligte die rechte und mittlere Seite der französischen Armee. Die rechte Flanke wurde durch die Donau und Blindheim (engl.: Blenheim) und die linke durch Oberglauheim gedeckt. Marschall Marsin und Maximilian II. Emanuel befehligten den linken Flügel, mit Lutzingen an der linken und Oberglauheim am rechten Flügel. Sie stellten ihre Truppen in einer 8 km langen Linie direkt an der Nebel auf und nutzten diese als Verteidigungsgraben. Tallard teilte neun Bataillone für die Verteidigung von Blindheim ein, weitere sieben unmittelbar dahinter sowie elf weitere Bataillone einige hundert Meter dahinter als Reserve. Er zog 68 Schwadronen, unterstützt von neun Bataillonen Infanterie, tausend Meter von der Nebel entfernt auf dem offenen Gelände zwischen Blindheim und Oberglau zusammen und schickte seine beiden verbleibenden Bataillone zu Marsin nach Oberglauheim. Marsin und der Kurfürst stellten den Rest der französischen und die gesamte bayerische Kavallerie von Oberglauheim aus in Richtung Lutzingen auf und konzentrierten ihre Infanterie auf beiden Flanken. Auf Seiten der Alliierten einigten sich beide Befehlshaber darauf, dass Marlborough mit 33.000 Mann Infanterie und Kavallerie gegen Tallard auf der linken Seite vorgehen, während Prinz Eugen mit den restlichen 18.000 Mann Maximilian II. Emanuel und Marsin auf der rechten Seite angreifen sollte.

### Schlacht
Am 13. August um 2 Uhr morgens brach das Heer der Alliierten bei dichtem Nebel von seinen Lagern auf und zog in acht Kolonnen an der Kessel entlang in Richtung Höchstädt. Gegen 6 Uhr erreichten sie Schwenningen. Zur gleichen Zeit erhielt Tallard von vorgelagerten Posten Meldungen über Truppenbewegungen. Tallard nahm jedoch an, die Alliierten wollten sich nordwärts zurückziehen. Erst als sich der Nebel gegen 7 Uhr lichtete, bemerkte er seinen Irrtum. Tallard gab daraufhin Befehl, die Truppen zu sammeln und gefechtsbereit zu machen. Da er die schwersten Kämpfe bei Blindheim erwartete, befahl er sofort, das Dorf zu besetzen. Vier Regimenter französischer Dragoner wurden angewiesen, den Raum zwischen dem Dorf und der Donau abzuriegeln. Bald darauf wandte sich fast die gesamte Infanterie nach rechts und rückte auf Blindheim selbst zu. Mit acht Schwadronen begann Tallards erste Linie links des Dorfes, und weitere Schwadronen verlängerten sie bis zum rechten Flügel von Marsin. Weitere Kavallerie unterstützte diese in einer zweiten Linie, zusammen mit neun Bataillonen. Dann ging die Artillerie in Stellung. Vier Vierundzwanzigpfünder wurden vor Blindheim postiert, während eine Kette von Batterien die Linie von einem Ende zum anderen deckte.

Marlborough war auf seiner Seite ebenso beschäftigt. Blindheim und Oberglauheim waren, wie er sah, zu weit voneinander entfernt, um das gesamte dazwischen liegende Gelände mit Kreuzfeuer abzudecken. Außerdem war die französische Kavallerie am Hang darüber zu weit entfernt, um den Durchgang der Nebel zu versperren. Männer wurden hinuntergeschickt, um den Fluss zu untersuchen; die Steinbrücke wurde repariert und fünf Pontonbrücken gelegt, eine oberhalb von Unterglau, die anderen unterhalb. Um 8 Uhr eröffneten die Batterien von Tallard das Feuer, allerdings mit geringer Wirkung. Um 12:30 Uhr, als alles bereit war, befahl Marlborough, die Nebel zu überqueren und anzugreifen. Zu seiner Rechten sollte Generalleutnant Cutts den Fluss überqueren und dann in einer flachen Senke anhalten und auf weitere Befehle warten.
Nachdem Cutts den Fluss gegen 13 Uhr überquert hatte, eröffneten die französischen Truppen unter Philippe, Marquis de Clérambault aus einer Entfernung von etwa 50 Metern das Feuer. In wenigen Minuten war ein Drittel der Brigade gefallen, sodass sich die erste Linie zurückziehen musste. Als Cutts dies bemerkte, ersuchte er um eine Verstärkung der Kavallerie, um seine Flanke zu schützen. Daraufhin befahl General Lumley fünf englische Schwadronen über die Nebel. Als sie den Fluss überquert hatten, wurden sie sofort von den Franzosen angegriffen. Es gelang den Engländern jedoch, die Franzosen zurückzudrängen. Die beiden verbliebenen Linien von Cutts überquerten nun die Nebel, um einen neuen Angriff auf Blindheim zu starten. Der Feind hatte inzwischen mehr Artillerie nach vorne gebracht, um die Furten mit Kartätschen zu säubern, aber die Briten konnten sich am gegenüberliegenden Ufer festsetzen und zwangen die Artillerie zum Rückzug. Daraufhin rückten zwei Brigaden gemeinsam gegen das Dorf vor, nahmen die Außenbezirke ein, konnten aber trotz mehrerer verzweifelter Angriffe nicht weiter vordringen und mussten sich schließlich unter großen Verlusten in eine geschützte Stellung zurückziehen.

Unterdessen kämpfte sich Marlboroughs Hauptarmee unter großen Schwierigkeiten über die Nebel. Die erste Infanterielinie überquerte den Fluss und zog sich in Abständen zurück, um der Kavallerie Deckung zu geben, während Friedrich Ludwig von Schleswig-Holstein-Sonderburg-Beck das Dorf Oberglauheim einnehmen sollte. Die Kavallerie auf der äußersten linken Seite hatte nicht nur mit den schlechtesten Bodenbedingungen zu kämpfen, sondern war auch dem Feuer der Artillerie von Blindheim ausgesetzt. Nur mit großer Mühe konnten sich die Schwadronen vor der Infanterie formieren, als die Schwadronen der französischen Rechten auf sie zustürmten. Die erste Linie der Briten wurde bis an den Rand des Flusses zurückgedrängt, aber eine effektive Verfolgung der Franzosen wurde durch das Feuer der Infanterie aufgehalten. Dann stürzte sich der preußische General Bothmer mit der zweiten Linie der Kavallerie auf die ungeordneten Franzosen und trieb sie in der Verwirrung hinter den Maulweyer. Verstärkt durch weitere Schwadronen gelang es ihm, die Franzosen dahinter zu halten. Dort verharrten die Franzosen, da sie den Bach weder überqueren noch umgehen konnten, weil sie fürchteten, von der Flanke angegriffen zu werden. Erst nachdem sie zwei Bataillone aus Blindheim als Verstärkung erhalten hatten, zog sich Bothmer zurück.

In der Zwischenzeit hatte General Lumley seine zersprengten Truppen wieder zusammengeführt, während die Schwadronen weiter rechts die Nebel erfolgreich überquert hatten. Weiter flussaufwärts waren die dänische und hannoversche Kavallerie dem Feuer von Oberglauheim und den Angriffen von Marsins Kavallerie ausgesetzt. Während der Kampf an dieser Stelle noch schwankte, griff Friedrich Ludwig mit zwei Bataillonen Oberglauheim an. Bei dem Versuch, das Dorf zu stürmen, wurden sie von überlegenen Kräften attackiert. Friedrich-Ludwig selbst wurde tödlich verwundet, während seine Truppen sich zurückzogen. Marlborough eilte daraufhin mit frischer Infanterie und Artillerie heran und drängte den Feind nach Oberglauheim zurück. Damit war der Durchgang für die zentrale Linie der alliierten Kavallerie gesichert. Um etwa 13:30 Uhr bereitete Lord Cutts seine letzte Infanteriebrigade vor, um Blindheim zum dritten Mal anzugreifen. Marlborough war jedoch der Ansicht, dass die Bedrohung der rechten französischen Flanke ihren Zweck erfüllt hatte, brach den Angriff ab und befahl Cutts, die Franzosen im Dorf festzusetzen. Indem er alle Dorfausgänge unter Beschuss nahm und seine Infanterie in Zügen gerade außerhalb der Reichweite der Musketen vorrücken ließ, konnte er die 27 Bataillone in Blindheim festhalten.

### Durchbruch
Um 16 Uhr hatte Marlborough seine gesamte Streitmacht über die Nebel gebracht und die Kavallerie in zwei großen Linien für den endgültigen Angriff formiert, während die Infanterie in Abständen links hinten als Sammelpunkte für jede durchgebrochene Schwadron aufgestellt wurde. Da 41 französische Bataillone in Blindheim und Oberglauheim eingekesselt waren, konnte Tallard nur neun Bataillone mit der Kavallerie in dem 3 km breiten Raum zwischen den Dörfern aufstellen. Marlborough hatte 23 Bataillone hinter seinen Reiterreihen verborgen. Den 60 französischen Schwadronen, von denen einige schon früher eingesetzt worden waren, stellte er 80 frische, gut ausgebildete Schwadronen gegenüber. Obwohl seine Truppen nun in der Lage waren, den lang geplanten entscheidenden Schlag auszuführen, stoppte Marlborough jedoch jeden weiteren Vorstoß bis 17 Uhr. Er wollte, dass der Vorstoß auf der gesamten Front gleichzeitig eingeleitet würde, und Eugen war nach zwei gescheiterten Angriffen noch nicht bereit für einen weiteren Angriff. Kurz vor 17 Uhr gab Marlborough den Befehl zum Angriff.

Ein erster Angriff konnte von den Franzosen abgewehrt werden. Angeblich sagte Marlborough nach dem ersten missglückten Angriff zu einem fliehenden englischen Offizier:

„Sir, you are under a mistake, the enemy lies that way“

„Sir, Sie unterliegen einem Irrtum, der Feind befindet sich in dieser Richtung“

Der zweite Angriff durchbrach jedoch die französischen Linien. Während sich Tallards Truppen in Richtung Höchstädt zurückzogen, versuchten viele von ihnen, die Donau zu durchschwimmen, ertranken jedoch, andere wurden von der verfolgenden alliierten Kavallerie niedergemäht. Tallard wurde auf der Flucht in Richtung Sonderheim gefangen genommen und mit einer Eskorte zu Marlborough entsandt. Zur gleichen Zeit hatten Marsin und der Kurfürst den Zusammenbruch von Tallards Armee festgestellt und daraufhin die Städte Oberglauheim und Lutzingen in Brand gesetzt. Anschließend traten sie den Rückzug an, während Eugen die Verfolgung aufnahm. Marlborough befahl daraufhin einen Flankenangriff. Aufgrund der sich verschlechternden Lichtverhältnisse kam es zu Verwechslungen auf Seiten der Verfolger, was Marsin und Maximilian II. Emanuel die Flucht ermöglichte.
Marlborough wandte seine Aufmerksamkeit schließlich auf die in Blindheim eingeschlossenen Franzosen. Gegen 18 Uhr hatten die Engländer genug Truppen zusammengezogen, um Blindheim zu stürmen. Es gelang ihnen, die französischen Truppen ins Zentrum des Orts zurückzudrängen. Die für beide Seiten sehr verlustreichen Kämpfe verlagerten sich rund um die Kirche. Die von den Engländern eingesetzte Artillerie setzte viele Gebäude in Brand. General Philippe de Clérambault, der französische Befehlshaber in Blindheim, ließ seine Truppen im Stich und ertrank bei dem Versuch, die Donau zu durchschwimmen. Um 20 Uhr ergaben sich die überlebenden französischen Soldaten.

## Nachwirkungen

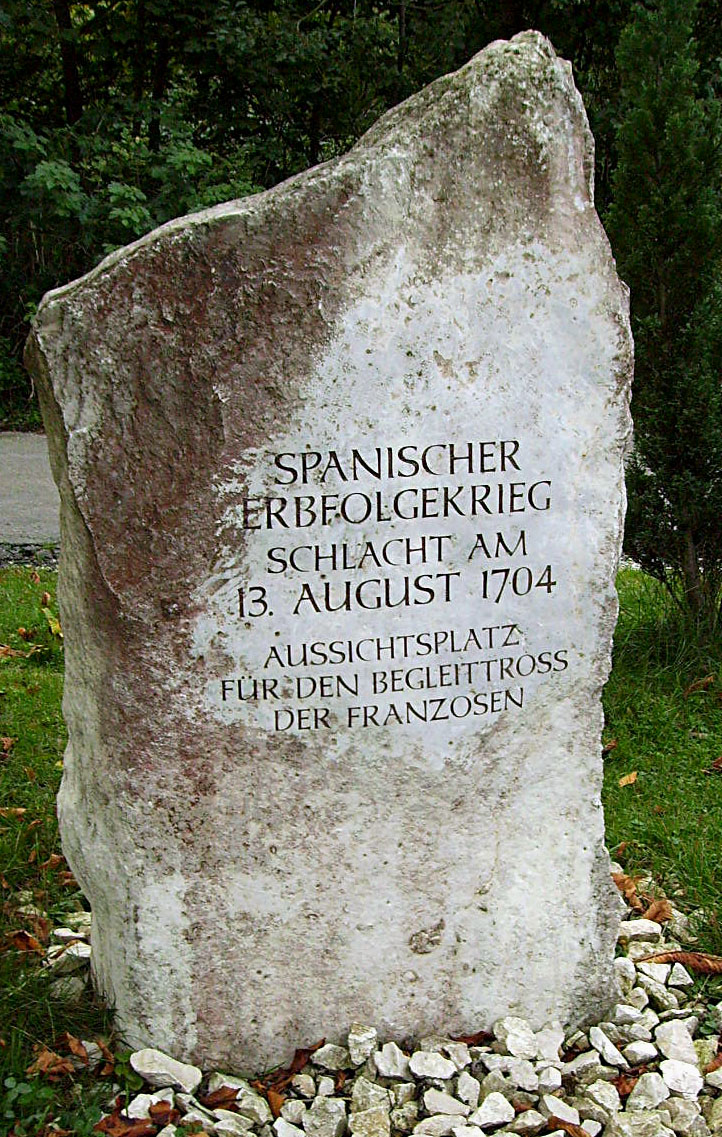
Gedenkstein am Aussichtsplatz der Franzosen bei Lutzingen

Die Niederlage hatte die Bestrebungen Ludwigs XIV. in Mitteleuropa abrupt beendet. Wien war gerettet, es gab keinen von Frankreich unterstützten bayerischen Prinzen mehr auf dem Kaiserthron, und die deutschen Fürstentümer zwischen Rhein und Donau mussten den Vormarsch der Armeen Ludwigs XIV. nicht mehr fürchten. Die Schlacht von Blindheim beendete jedoch nicht nur die Illusion von der Unbesiegbarkeit der französischen Armee, sondern erschütterte auch den zuvor unangefochtenen Ruf der französischen Armee nachhaltig. Dieser sollte sich bis zum Ende des Spanischen Erbfolgekriegs nicht mehr vollständig erholen. Für den Rest des Krieges lag der moralische Vorteil eindeutig bei den Armeen der Großen Allianz. Bayern wurde gemäß dem Vertrag von Ilbesheim von Österreich besetzt. Der bayerische Kurfürst Maximilian II. Emanuel ging ins Exil unter dem Verlust der bayerischen Kurwürde und der Oberpfalz an den Pfälzer Wittelsbacher Johann Wilhelm.

### Verluste
Die Verluste der französisch-bayerischen Truppen lagen bei 13.000 Toten und Verwundeten. Hinzu kamen 14.000 Kriegsgefangene. Auf Seiten der Alliierten waren insgesamt 12.000 Tote und Verwundete zu verzeichnen.